# Turški mak
Túrški mák (znanstveno ime Papaver orientale), spada med enoletnice, dvoletnice in zelnate trajnice. Je odporen na zimo, potrebuje pa sončno ali polsenčno rastišče in vlažna, dobro odcedna tla. Na začetku poletja cvetijo nevrstnati rdeči cvetovi, ki imajo temno liso pri dnu vsakega venčnega lista. Ta vrsta se množi pozimi s koreninskimi potaknjenci.